# جبار الغزي

## السيرة الشخصية
ولد الشاعر جبار الغزي وأسمه جبار عبد الرضا الغزي في ناحية الفجر في قضاء الرفاعي التابع إلى محافظة ذي قار عام 1946، وبعدها أنتقل مع عائلته إلى مركز المحافظة في مدينة الناصرية.
دخل متوسطة الصناعة في مدينة السماوة عام 1962 ومن ثم إعدادية الصناعة في مدينة البصرة وتخرج منها عام 1968 وبعدها انتقل إلى بغداد وعين موظفا في وزارة الشباب.
كان يسمي نفسه طيراً اغريقياً لا يتحمل نسمة هواء تداعب ريشه، وهذه العبارة يعرفها القريبين عليه من الشعراء والفنانين.
لقد تفتحت شاعريته وهو بسن مبكرة لاسيما عندما استقرت عائلته في الناصرية فأختلط بشعرائها المعروفين واستطاع هو واثنان من زملاءه الشعراء كاظم الركابي و عادل العضاض من اقامة (أول مهرجان للشعر الشعبي في العراق) في مدينة الناصرية وتم افتتاحه في 7 تموز عام 1969 حضره العديد من الشعراء الشعبيين المعروفين وقتها على صعيد العراق.
إنتقل اوائل السبعينات إلى بغداد وكان همه الوحيد بأن يكون قريبا من الإذاعة والتلفزيون لغرض تحقيق حلمه الذي راوده سنين طويلة ليرفد الفنانين بنتاجاته من الشعر الغنائي وليساهم أيضا في كتابة البرامج الاذاعية الخاصة بالريف وبقي في بغداد حتى وافاه الاجل عام 1985.

## حياته
جبار الغزي أحبّ في مطلع شبابه فتاة في مدينته الفجر وبادلته المشاعر متأثرة بشخصيته العاطفية وإحساسه كشاعر حيث كان يقوم بتضمين رسائله اليها بقصيدة تفيض عذوبة، ليبدأ خلال الستينات يلملم أوضاعه المادية ليقترن بها وتكون زوجته، لكنه لم ينجح في تحقيق ما كان يحلم به حين أصر أهلها على رفضه رغم كل ما بذله من جهد للزواج منها، ليبدأ الغزي رحلة الغربة والعذابات التي أستمرت طيلة السنوات اللاحقة، الأمر الذي جعلهُ يودع ملامح مدينتهِ مرغما عسى ان تنسيه بغداد وملذاتها وصخبها، انهيار حبه الأول، الا أنه وكما هو واضح في شعره، ازداد وجعاً بعد أن رأى أن الوجوه غريبة ليس فيها من أحب، والشوارع لا تحمل أثر لذكرياته التي حزّتها سكاكين البعد، فيستعيد الماضي بحلوه ومرّه وجوره.
لم يكن له في بغداد مسكن ثابت، كان يسكن في الفنادق في منطقة كرادة مريم وشارع الرشيد وقد أدمن على شرب الخمر ولم يستطع تجاوز محنته، فالهجر يرافقه إينما حل، وجفاء الحبيبة يرن في روحه كأجراس الكنائس الممتدة في شارع الرشيد والباب الشرقي.
لم يحالفه الحظ بالزواج من أي امرأة بغدادية بعد ان رأى فشل الكثير من تجارب الحب والزواج التي أقدم عليها أقرانه من الفنانين الجنوبيين، إضافة إلى أنه كان منشغلا عن فكرة الزواج والفرح بمداواة جرحهِ النازف رغم إنه بلغ الأربعين من العمر.
حبس عاطفته فيما بعد حين اعتبر ان تلك الشابة التي ابتعد عنها قبل عشرين عاما، عالمهُ الوحيد، ودنياه التي لا تغيم بغير العافية، رغم كل الويلات التي جناها في رحلته معها.

## نجوميته
كتب جبار الغزي الأغاني لأشهر فنانين العراق منذ سطوع نجمهِ في بداية السبعينات من القرن الماضي، وحتى وفاته ومنهم حسين نعمه وفاضل عواد وسعدون جابر وحميد منصور وعلي جودة.

## وفاته
توفي الشاعر جبار الغزي عام 1985م، في منطقة المربعة في شارع الرشيد في بغداد ويقال أنهم وجدوا جثتهِ تحت جسر الجمهورية وسط بغداد، وظلت جثته في الطب العدلي في منطقة باب المعظم مدة عشرة أيام، فلم تودعه زوجة أو أولاد لأنه عاش عمره أعزبا، شارك في مراسم الدفن شعراء وفنانين في بغداد عاشروه وأحبوه وودعوه إلى مثواه الأخير.
مات جبار الغزي بعد ان كتب آخر بيت شعر دارمي يعاتب فيها من يعاتب ليقول.
بسّك تره أتعدّيت حد الجفه أوياي
أعطش وأضوك الموت وبجفّك الماي

## أشهر أغنياته
| اسم الاغنية                          | المطرب                          | ملحن الاغنية    |
| ------------------------------------ | ------------------------------- | --------------- |
| غريبة الروح                          | حسين نعمه                       | محسن فرحان      |
| ما بيه اعوفن هلي                     | حسين نعمة                       | محسن فرحان      |
| يكلون غني بفرح                       | قحطان العطار                    | محسن فرحان      |
| لعيونك الحلوات                       | علي جودة                        |                 |
| ناطرة عيوني                          | سعدون جابر                      | محسن فرحان      |
| حاجي الناس كلها ولا يحاجيني          | كمال محمد                       |                 |
| لا أول ولا تالي                      | كمال محمد                       | محمد جواد اموري |
| عالحواجب يلعب الشعر الحرير           | فاضل عواد                       |                 |
| عيني يم اعيون تضحك                   | فاضل عواد                       |                 |
| حاصودة وبيدي المنجل - أغنيته الوطنية | مشتركة بين مائدة نزهت فاضل عواد |                 |
| لعيونك الحلوات عمري وشبابي           | علي جودة                        | جمال فاضل       |
| عطشان كلبي وملهوف درب الهوة اندليته  | صباح السهل                      | محمد جواد اموري |
| لكتب على صدر الحمام                  | صباح السهل                      | محمد جواد اموري |
| تاني يبنيه تاني                      | صباح السهل                      | محمد جواد اموري |
| يا خية الشوك مدوهني                  | غادة سالم                       | محسن فرحان      |

## قصص أشهر أغانيه
- أغنية يكولون غني بفرح

```
في أحد الايام دعا قسم الموسيقى في دائر الإذاعة والتلفزيون لندوة تقام في معهد التدريب الاذاعي لغرض مناقشة واقع الاغنية وإخراجها من قالب الحزن الذي تتسم به وقد حضر هذه الندوة جمع من المؤلفين والمطربين والمهتمين في شؤون الموسيقى اراد مدير الإذاعة والتلفزيون في بغداد إخراج الاغنية العراقية من الحزن الذي يلفها وجعلها أغنية مفرحة لان قالب الحزن ما زال يؤطر اغانينا حيث كان جالساً الشاعر الغزي فطلب ورقة من أحد الجالسين ودون عليها بعض الكلمات، كانت الأغنية الشهيرة – يكولون غني بفرح.
```

- أغنية غريبه الروح عام 1971

```
أغنية غريبة الروح التي غناها المطرب 
حسين نعمة
، التي تعد إحدى روائع الغناء العراقي، لها حكاية ملخصها ان كاتب الأغنية الشاعر جبار الغزي، الذي غادر مدينته 
الناصرية
 ليستقر في 
بغداد
، كان قليلاً أو نادراً ما يذهب إلى أهله، بعد أن انغمس في حياة 
العاصمة
، حيث الصخب والأصدقاء والفضاء الذي يحتوي تمرده مع أصحابه الذين أدمنت اقدامهم 
النوادي الليلية
 ، وزوايا 
الباب الشرقي
 بخليطه البشري الذي يرسم لبغداد إحدى صورها الغريبة والجميله، وفي أحد الايام، كانت والدة الشاعر جبار الغزي في سفرة لبغداد، برفقة أحد أولادها، لغرض زيارة الامام 
موسى الكاظم
 وعندما مرت السيارة في منطقة 
الباب الشرقي
 التي كانت تعرف ان ابنها يتواجد فيها، حيث يعرض بسطة صغيرة يبيع فيها بعض الحاجيات ليؤمن مصاريفه، طلبت من ابنها أن يأخذها لولدها جبار لتراه، لكن الابن والذي لم ترق له حياة أخيه رفض أن يتوقف ويمنح الأم فرصة لقاء ابنها، لاسيما وانهم متوجهون إلى الامام الكاظم وجبار معروف عنه احتسائه 
الخمر
 بشكل مستمر، وكادت الفرصة تضيع على الأم، لولا ان القدر تسبب في عطل السيارة في 
الباب الشرقي
 تماماً وهكذا وبمحض الصدفة رأت الأم ابنها جبار، فأقبلت عليه بلهفة الأم التي فارقت ولدها مدة طويلة، وبعد السلام، قالت له عبارات أيقظت المارد الشعري في داخله، حيث عاتبته لعدم مجيئه لأهله قائلة (اشجم عيد مر وانت ما جيت، واشجم سنة مرت وانت ما سألت.. الخ) من العتب الذي يأتي بهذا السياق من الكلام.
وبعد ان فرغت من كلامها، أستأذنها، والذي قدحت هذه الكلمات في داخله كلمات الأغنية الشهيرة التي تبدأ بعبارة 
غريبة الروح
.
```

- أغنية عالحواجب يلعب الشعر الحرير

```
يقال ان الشاعر كان يركب إحدى سيارات النقل العام والتي كانت مقاعدها متقابله وكان متجه كعادته إلى منطقة 
الباب الشرقي
، جلست 
```

أمامه فتاة جميله وكانت النافذة التي بجانبها مفتوحه والهواء يحرك شعرها على وجهها وكانت هذه الصورة الجميله التي تشكلت أمامه قدحت بداخله القريحة الشعرية التي نتجت عنها تلك الأغنية الجميلة.

## أهم المواقع التي عمل بها
- موظف في وزارة الشباب.
- كاتب برامج في الإذاعة.